# María Isabel Manuel de Villena
María Isabel Manuel de Villena, XII marchesa di Rafal, IX contessa di Vía Manuel, IX Contessa di Granja, I marchesa di Puebla e V baronessa del Monte, (in spagnolo: María Isabel Manuel de Villena y Álvarez de las Asturias) (Madrid, 4 dicembre 1850 – Madrid, 18 aprile 1929), è stata una nobildonna spagnola.

## Biografia
Era la figlia di José Casimiro Manuel de Villena, e di sua moglie, María Josefa Álvarez de las Asturias Bohórquez. Alla nascita del fratello Enrique, perse i suoi diritti ereditati.
Nel testamento del padre, María Isabel ereditò i titoli di Contessa di Vía Manuel, Contessa di Granja, Baronessa di Puebla. Alla fine del 1866, all'età di 16 anni, María Isabel prese possesso del suo patrimonio.
Isabella II la nominò Marchesa di Puebla, con un regio decreto il 30 maggio 1867, in segno di gratitudine per il sostegno fornito alla corona in passato dal nonno Cristóbal Manuel de Villena durante la prima guerra carlista.

## Matrimonio
Sposò, il 12 gennaio 1867 a Madrid, Arturo de Pardo (21 luglio 1840-17 marzo 1907), capitano di cavalleria, senatore e Gentiluomo da camera di Alfonso XII. Ebbero otto figli:
- Isabel de Pardo (26 ottobre 1867-1940), sposò Alonso Barroeta, non ebbero figli;
- Josefa de Pardo (13 febbraio 1869-1976), sposò in prime nozze Juan Manuel Agrela, ebbero un figlio, e in seconde nozze Carlos Luis Ruspoli, non ebbero figli;
- Arturo de Pardo (27 marzo 1870-16 agosto 1907);
- Laura María de Pardo (22 dicembre 1872-22 gennaio 1914);
- Alfonso de Pardo (18 febbraio 1876-21 giugno 1955);
- María Juana Ramona Josefa de Pardo (18 ottobre 1878-1972), sposò Alfonso José Maldonado, non ebbero figli;
- Ramón de Pardo (29 gennaio 1880-1880)
- María del Milagro Sofia Franca Lazara Tomasa María de las Mercedes de Pardo (dicembre 1881-1 giugno 1982), sposò Enrique María del Arroyo, non ebbero figli.

## Morte
Il 24 maggio 1874 suo fratello venne ucciso con un'arma da fuoco. María Isabel ereditò tutti i suoi titoli.
Morì il 18 aprile 1929 a Madrid